# Fistularia commersonii

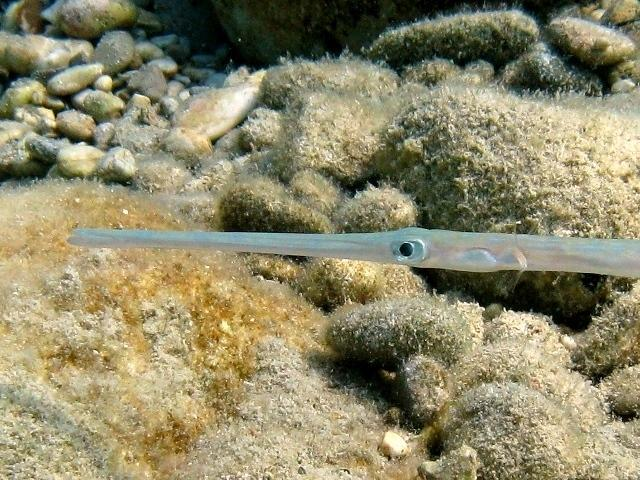
Particolare della testa

Il pesce flauto (Fistularia commersonii Rüppell, 1838), è un pesce osseo marino della famiglia Fistulariidae.

## Distribuzione e habitat
È diffuso nella fascia tropicale dell'Oceano Indiano e dell'Oceano Pacifico compreso il mar Rosso; da qui è penetrato, attraverso il canale di Suez, nel mar Mediterraneo (migrazione lessepsiana) dove è stato segnalato per la prima volta nel 2000 in Israele; negli anni successivi si è rapidamente espanso raggiungendo la Turchia, l'isola di Rodi, Creta, le coste dell'Italia meridionale, la Sicilia, la Sardegna e le coste tirreniche e adriatiche, spingendosi sino alle coste della penisola iberica.
Vive in acque costiere nei pressi delle scogliere, più di rado su fondi mobili o su praterie di Posidonia oceanica.

## Descrizione
Ha un aspetto caratteristico tipico dei membri della famiglia Fistulariidae, molto sottile, depresso e con mandibole molto allungate unite a forma di tubo e un lungo e sottile filamento che sporge dal centro della pinna caudale. Le pinne dorsale e anale sono poste molto indietro, opposte e simmetriche, piuttosto piccole. Le scaglie sono assenti.
Il colore è olivaceo o verdastro su dorso e fianchi. Può presentare marmorizzature scure sul dorso, soprattutto di notte. Spesso (più di frequente negli individui extramediterranei) il corpo è cosparso di punti o linee azzurro vivo.
Misura fino a 160 cm, la misura media è attorno al metro.

## Biologia
Spesso è gregario e si incontra in banchi ma può anche essere solitario.

### Alimentazione
Si ciba di piccoli pesci, crostacei e molluschi cefalopodi che caccia all'agguato.

## Pesca
Viene catturato occasionalmente e ha scarsissimo interesse per l'uomo. È comunque commestibile.